# Kommunalwahl in Mülheim an der Ruhr 2009
Die Kommunalwahl in Mülheim an der Ruhr 2009 fand im Rahmen der Kommunalwahlen in Nordrhein-Westfalen 2009 am 30. August 2009 statt. Bei der Wahl hatte jeder Mülheimer ab 16 Jahren, der Bürger eines EU-Staates ist, drei Stimmen: Eine Stimme für die Wahl des Oberbürgermeisters, eine Stimme für den Rat der Stadt Mülheim und eine Stimme für die Bezirksvertretung seines Stadtbezirks.

## Parteien und Wählergruppen
In der kreisfreien Stadt Mülheim an der Ruhr hatten in der 14. Sitzungsperiode des Rates vier Parteien (SPD, CDU, Bündnis 90/Die Grünen, FDP) und zwei Wählergruppen (MBI und WIR) Mandate im Rat oder den Bezirksvertretungen.
Mülheim an der Ruhr liegt in der Rangliste der bevölkerungsreichsten Städte in Nordrhein-Westfalen mit knapp 170.000 Einwohnern auf Platz 18. Bei der Kommunalwahl 2004 entschieden sich über 13 % für nicht-etablierte Gruppierungen. 1994 regierte die erste schwarz-grüne Koalition hier in einer nordrhein-westfälischen Großstadt.
Von 2004 bis 2009 regierte die SPD mit der CDU.
Zentrale Themen der Kommunalpolitik sind Ruhrbania, die Weiterentwicklung des Flughafens und die schlechte Finanzlage der Stadt. Einzelne Repräsentanten fordern schon die Verhängung des Nothaushaltsrechtes über die Stadt.
Seit den Ratswahlen 1999 streiten insbesondere die MBI und die SPD teils heftig miteinander. Die MBI war mit drei Vertretern in den Rat eingezogen. Ihr zentrales Thema war die Ablehnung des Ausbaus des Verkehrslandeplatzes Essen/Mülheim, für den die SPD eintritt. Die SPD hatte erst eine Mehrheit mit der FDP als kurz nach der Wahl das Ratsmitglied Mounir Yassine von der MBI zur SPD-Fraktion übertrat. Die MBI warf der SPD Bestechung und Ämterkauf vor. Bei der Wahl 2004 zog Yassine für die SPD in den Rat ein. Zwischenzeitlich wurde Yassine auf Betreiben der SPD bei der Mülheimer Versorgungsgesellschaft eingestellt. Als öffentlich wurde, dass er bei der Einstellung ein gefälschtes Zeugnis vorgelegt hatte, wurde er auch aus der Fraktion der SPD ausgeschlossen und ist seit 2008 parteiloses Mitglied des Rates.

## Wahl zum Rat der Stadt Mülheim
Auf Grund seiner Größe steht Mülheim ein Stadtrat mit mindestens 58 Mitgliedern zu. Drittstärkste Kraft sind hinter SPD und CDU die Mülheimer Bürgerinitiativen (MBI). Durch die Große Koalition ist die MBI stärkste Oppositionskraft und tritt auch immer wieder in den Medien und im Internet gegen die SPD und die Oberbürgermeisterin Mühlenfeld auf.
Die „Wähler Initiative Ruhr Alternativ Unabhängig Solidarisch – WIR AUS Mülheim“ errang bei der Wahl 2004 zwei Mandate. Detlef Habig, 1999 auf der Liste der MBI, 2004 für WIR in den Rat eingezogen, trat im August 2007 aus dem Personenwahlbündnis und der Fraktion WIR AUS Mülheim aus.
| Wähleranteil und Sitze im Rat der Stadt Mülheim an der Ruhr | Wähleranteil und Sitze im Rat der Stadt Mülheim an der Ruhr | Wähleranteil und Sitze im Rat der Stadt Mülheim an der Ruhr | Wähleranteil und Sitze im Rat der Stadt Mülheim an der Ruhr | Wähleranteil und Sitze im Rat der Stadt Mülheim an der Ruhr | Wähleranteil und Sitze im Rat der Stadt Mülheim an der Ruhr | Wähleranteil und Sitze im Rat der Stadt Mülheim an der Ruhr | Wähleranteil und Sitze im Rat der Stadt Mülheim an der Ruhr | Wähleranteil und Sitze im Rat der Stadt Mülheim an der Ruhr | Wähleranteil und Sitze im Rat der Stadt Mülheim an der Ruhr | Wähleranteil und Sitze im Rat der Stadt Mülheim an der Ruhr | Wähleranteil und Sitze im Rat der Stadt Mülheim an der Ruhr | Wähleranteil und Sitze im Rat der Stadt Mülheim an der Ruhr | Wähleranteil und Sitze im Rat der Stadt Mülheim an der Ruhr | Wähleranteil und Sitze im Rat der Stadt Mülheim an der Ruhr | Wähleranteil und Sitze im Rat der Stadt Mülheim an der Ruhr | Wähleranteil und Sitze im Rat der Stadt Mülheim an der Ruhr | Wähleranteil und Sitze im Rat der Stadt Mülheim an der Ruhr | Wähleranteil und Sitze im Rat der Stadt Mülheim an der Ruhr |
| ----------------------------------------------------------- | ----------------------------------------------------------- | ----------------------------------------------------------- | ----------------------------------------------------------- | ----------------------------------------------------------- | ----------------------------------------------------------- | ----------------------------------------------------------- | ----------------------------------------------------------- | ----------------------------------------------------------- | ----------------------------------------------------------- | ----------------------------------------------------------- | ----------------------------------------------------------- | ----------------------------------------------------------- | ----------------------------------------------------------- | ----------------------------------------------------------- | ----------------------------------------------------------- | ----------------------------------------------------------- | ----------------------------------------------------------- | ----------------------------------------------------------- |
| Wahlperiode                                                 | SPD                                                         | SPD                                                         | CDU                                                         | CDU                                                         | Mülheimer Bürgerinitiativen                                 | Mülheimer Bürgerinitiativen                                 | FDP                                                         | FDP                                                         | Bündnis 90/Die Grünen                                       | Bündnis 90/Die Grünen                                       | Die Linke                                                   | Die Linke                                                   | WIR                                                         | WIR                                                         | parteil.                                                    | parteil.                                                    | Rat                                                         |                                                             |
| XII: 1994–1999                                              | 40,7                                                        | 26                                                          | 37,4                                                        | 24                                                          |                                                             |                                                             | 3,7                                                         | 0                                                           | 14,7                                                        | 9                                                           |                                                             |                                                             |                                                             |                                                             |                                                             |                                                             | 59                                                          |                                                             |
| XIII: 1999–2004 2001                                        | 42,3                                                        | 22 23                                                       | 39,3                                                        | 20                                                          | 5,5                                                         | 3 2                                                         | 6,8                                                         | 4                                                           | 6,0                                                         | 3                                                           |                                                             |                                                             |                                                             |                                                             | 0,1                                                         | 0                                                           | 52                                                          | [ A 1 ]                                                     |
| XIV: 2004–2009 2007 2008                                    | 37,7                                                        | 20 19                                                       | 33,3                                                        | 17                                                          | 10,3                                                        | 5                                                           | 6,2                                                         | 3                                                           | 9,0                                                         | 5                                                           |                                                             |                                                             | 2,8                                                         | 2 1                                                         | 0,1                                                         | 0 1 2                                                       | 52                                                          | [ A 2 ] [ A 3 ]                                             |
| XV: 2009–2014                                               | 34,3                                                        | 20                                                          | 25,2                                                        | 15                                                          | 11,6                                                        | 7                                                           | 11,2                                                        | 6                                                           | 10,7                                                        | 6                                                           | 4,4                                                         | 3                                                           | 2,6                                                         | 1                                                           | 0,0                                                         | 0                                                           | 58                                                          | [ A 4 ]                                                     |

## Wahl zum Oberbürgermeister
Am 22. November 2008 nominierte der Unterbezirksparteitag der SPD mit 95,5 % der abgegebenen Stimmen die Amtsinhaberin Dagmar Mühlenfeld zu ihrer Kandidatin für die Wahl zum Oberbürgermeister. Ihre Herausforderer am 30. August waren der Geschäftsführer Stefan Zowislo (CDU), der Maschinenbautechniker Friedrich Wilhelm Lemke (MBI), die Landtagsabgeordnete und Biologisch-Technische Assistentin Barbara Steffens (Grüne), der Rechtsanwalt Christian Mangen (FDP), der Rentner Hans-Wilhelm Ehlers (DIE LINKE) sowie der Arbeitsdirektor Eugen Kalff (SPD, Kandidatur als Parteiloser).
| Wahlen zum Oberbürgermeister der Stadt Mülheim an der Ruhr | Wahlen zum Oberbürgermeister der Stadt Mülheim an der Ruhr | Wahlen zum Oberbürgermeister der Stadt Mülheim an der Ruhr | Wahlen zum Oberbürgermeister der Stadt Mülheim an der Ruhr | Wahlen zum Oberbürgermeister der Stadt Mülheim an der Ruhr | Wahlen zum Oberbürgermeister der Stadt Mülheim an der Ruhr | Wahlen zum Oberbürgermeister der Stadt Mülheim an der Ruhr | Wahlen zum Oberbürgermeister der Stadt Mülheim an der Ruhr | Wahlen zum Oberbürgermeister der Stadt Mülheim an der Ruhr | Wahlen zum Oberbürgermeister der Stadt Mülheim an der Ruhr | Wahlen zum Oberbürgermeister der Stadt Mülheim an der Ruhr | Wahlen zum Oberbürgermeister der Stadt Mülheim an der Ruhr | Wahlen zum Oberbürgermeister der Stadt Mülheim an der Ruhr | Wahlen zum Oberbürgermeister der Stadt Mülheim an der Ruhr |
| Partei                                                     | 1999                                                       | 1999                                                       | 1999                                                       | 1999                                                       | 1999                                                       | 2003 (vorgezogen)                                          | 2003 (vorgezogen)                                          | 2003 (vorgezogen)                                          | 2003 (vorgezogen)                                          | 2003 (vorgezogen)                                          | 2009                                                       | 2009                                                       | 2009                                                       |
| Partei                                                     | Kandidat                                                   | 12.09.                                                     | 12.09.                                                     | 26.09.                                                     | 26.09.                                                     | Kandidat                                                   | 23.03.                                                     | 23.03.                                                     | 06.04.                                                     | 06.04.                                                     | Kandidat                                                   | 30.08.                                                     | 30.08.                                                     |
| Partei                                                     | Kandidat                                                   | Anz.                                                       | %                                                          | Anz.                                                       | %                                                          | Kandidat                                                   | Anz.                                                       | %                                                          | Anz.                                                       | %                                                          | Kandidat                                                   | Anz.                                                       | %                                                          |
| ---------------------------------------------------------- | ---------------------------------------------------------- | ---------------------------------------------------------- | ---------------------------------------------------------- | ---------------------------------------------------------- | ---------------------------------------------------------- | ---------------------------------------------------------- | ---------------------------------------------------------- | ---------------------------------------------------------- | ---------------------------------------------------------- | ---------------------------------------------------------- | ---------------------------------------------------------- | ---------------------------------------------------------- | ---------------------------------------------------------- |
| Wahlberechtigte                                            | Wahlberechtigte                                            | 137.779                                                    | 100,0                                                      | 137.778                                                    | 100,0                                                      |                                                            | 136.182                                                    | 100,0                                                      | 136.182                                                    | 100,0                                                      |                                                            | 134.866                                                    | 100,0                                                      |
| Wahlbeteiligung                                            | Wahlbeteiligung                                            | 73.241                                                     | 53,2                                                       | 63.507                                                     | 46,1                                                       |                                                            | 57.386                                                     | 42,1                                                       | 54.018                                                     | 39,7                                                       |                                                            | 69.951                                                     | 51,9                                                       |
| gültige Stimmen                                            | gültige Stimmen                                            | 72.347                                                     | 100,0                                                      | 63.192                                                     | 100,0                                                      |                                                            | 57.102                                                     | 100,0                                                      | 53.668                                                     | 100,0                                                      |                                                            | 68.739                                                     | 98,3                                                       |
| SPD                                                        | Schröer                                                    | 31.583                                                     | 43,7                                                       | 31.567                                                     | 50,0                                                       | Mühlenfeld                                                 | 24.701                                                     | 43,3                                                       | 28.366                                                     | 52,9                                                       | Mühlenfeld                                                 | 29.639                                                     | 43,1                                                       |
| CDU                                                        | Baganz                                                     | 31.707                                                     | 43,8                                                       | 31.625                                                     | 50,0                                                       | Leidinger                                                  | 22.899                                                     | 40,1                                                       | 25.302                                                     | 47,1                                                       | Zowislo                                                    | 16.441                                                     | 23,9                                                       |
| FDP                                                        | Hausmann                                                   | 2.981                                                      | 4,1                                                        |                                                            |                                                            | Kowitz                                                     | 4.430                                                      | 7,8                                                        |                                                            |                                                            | Mangen                                                     | 7.871                                                      | 11,5                                                       |
| MBI                                                        |                                                            |                                                            |                                                            |                                                            |                                                            | Schmitz-Post                                               | 1.290                                                      | 2,3                                                        |                                                            |                                                            | Lemke                                                      | 5.699                                                      | 8,3                                                        |
| B90/Grüne                                                  | Lostermann                                                 | 3.385                                                      | 4,7                                                        |                                                            |                                                            | Lostermann                                                 | 2.353                                                      | 4,1                                                        |                                                            |                                                            | Steffens                                                   | 5.302                                                      | 7,7                                                        |
| DIE LINKE                                                  |                                                            |                                                            |                                                            |                                                            |                                                            |                                                            |                                                            |                                                            |                                                            |                                                            | Ehlers                                                     | 2.398                                                      | 3,4                                                        |
| –                                                          |                                                            |                                                            |                                                            |                                                            |                                                            | Lemm                                                       | 505                                                        | 0,9                                                        |                                                            |                                                            | Kalff                                                      | 1.389                                                      | 2,0                                                        |
| –                                                          | Bausze                                                     | 1.349                                                      | 1,9                                                        |                                                            |                                                            | Bausze                                                     | 499                                                        | 0,9                                                        |                                                            |                                                            |                                                            |                                                            |                                                            |
| –                                                          | Heinl                                                      | 1.342                                                      | 1,9                                                        |                                                            |                                                            | Birkenkämper                                               | 425                                                        | 0,7                                                        |                                                            |                                                            |                                                            |                                                            |                                                            |

## Wahl zu den Bezirksvertretungen

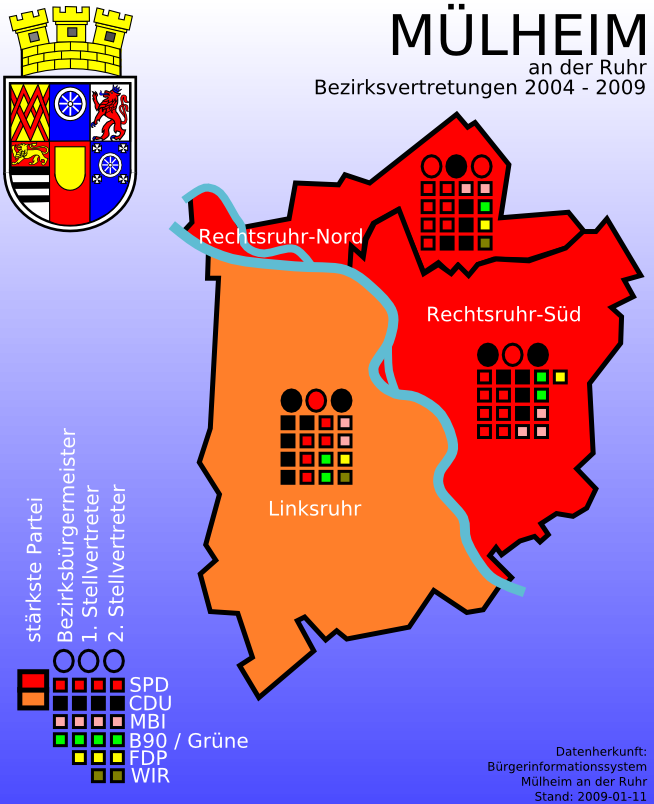
Zusammensetzung der Bezirksvertretungen 2004–2009

Mülheim ist in die drei Stadtbezirke Rechtsruhr-Süd, Rechtsruhr-Nord und Linksruhr unterteilt. Die Verwaltung bezeichnet die Bezirke auch kurz mit Nummern. Die Mülheimer Bürgerinitiativen (MBI) sind auch auf Bezirksebene drittstärkste Kraft, gefolgt von Grünen, FDP und Der Linken. Kleinste Kraft ist die Wählervereinigung WIR AUS Mülheim (WIR). Insgesamt gibt es 57 Bezirksvertreter. Somit kommen auf jeden Bezirksvertreter ca. 2.952 Einwohner.
| Zusammensetzung der Bezirksvertretungen 2004–2009 | Zusammensetzung der Bezirksvertretungen 2004–2009 | Zusammensetzung der Bezirksvertretungen 2004–2009 | Zusammensetzung der Bezirksvertretungen 2004–2009 | Zusammensetzung der Bezirksvertretungen 2004–2009 | Zusammensetzung der Bezirksvertretungen 2004–2009 | Zusammensetzung der Bezirksvertretungen 2004–2009 | Zusammensetzung der Bezirksvertretungen 2004–2009 | Zusammensetzung der Bezirksvertretungen 2004–2009 | Zusammensetzung der Bezirksvertretungen 2004–2009 |
| ------------------------------------------------- | ------------------------------------------------- | ------------------------------------------------- | ------------------------------------------------- | ------------------------------------------------- | ------------------------------------------------- | ------------------------------------------------- | ------------------------------------------------- | ------------------------------------------------- | ------------------------------------------------- |
| Stadtbezirk                                       | Bezirksbürgermeister                              | Bezirksbürgermeister                              | SPD                                               | CDU                                               | MBI                                               | Grüne                                             | FDP                                               | WIR                                               | Gesamt                                            |
| Rechtsruhr-Süd (1)                                | Arnold Fessen                                     | CDU                                               | 8                                                 | 6                                                 | 3                                                 | 2                                                 | 1                                                 | 0                                                 | 20                                                |
| Rechtsruhr-Nord (2)                               | Knut Binnewerg                                    | SPD                                               | 9                                                 | 5                                                 | 2                                                 | 1                                                 | 1                                                 | 1                                                 | 19                                                |
| Linksruhr (3)                                     | Gerhard Allzeit                                   | CDU                                               | 6                                                 | 7                                                 | 2                                                 | 2                                                 | 1                                                 | 1                                                 | 19                                                |
| Gesamt                                            | Gesamt                                            | Gesamt                                            | 23                                                | 18                                                | 7                                                 | 5                                                 | 3                                                 | 2                                                 | 58                                                |

| Zusammensetzung der Bezirksvertretungen 2009–2014 | Zusammensetzung der Bezirksvertretungen 2009–2014 | Zusammensetzung der Bezirksvertretungen 2009–2014 | Zusammensetzung der Bezirksvertretungen 2009–2014 | Zusammensetzung der Bezirksvertretungen 2009–2014 | Zusammensetzung der Bezirksvertretungen 2009–2014 | Zusammensetzung der Bezirksvertretungen 2009–2014 | Zusammensetzung der Bezirksvertretungen 2009–2014 | Zusammensetzung der Bezirksvertretungen 2009–2014 | Zusammensetzung der Bezirksvertretungen 2009–2014 | Zusammensetzung der Bezirksvertretungen 2009–2014 |
| ------------------------------------------------- | ------------------------------------------------- | ------------------------------------------------- | ------------------------------------------------- | ------------------------------------------------- | ------------------------------------------------- | ------------------------------------------------- | ------------------------------------------------- | ------------------------------------------------- | ------------------------------------------------- | ------------------------------------------------- |
| Stadtbezirk                                       | Bezirksbürgermeister                              | Bezirksbürgermeister                              | SPD                                               | CDU                                               | MBI                                               | Grüne                                             | FDP                                               | Linke                                             | WIR                                               | Gesamt                                            |
| Rechtsruhr-Süd (1)                                | Arnold Fessen                                     | CDU                                               | 6                                                 | 5                                                 | 3                                                 | 2                                                 | 2                                                 | 1                                                 | 0                                                 | 19                                                |
| Rechtsruhr-Nord (2)                               | Knut Binnewerg                                    | SPD                                               | 8                                                 | 4                                                 | 2                                                 | 2                                                 | 1                                                 | 1                                                 | 1                                                 | 19                                                |
| Linksruhr (3)                                     | Gerhard Allzeit                                   | CDU                                               | 6                                                 | 6                                                 | 2                                                 | 2                                                 | 2                                                 | 1                                                 | 0                                                 | 19                                                |
| Gesamt                                            | Gesamt                                            | Gesamt                                            | 20                                                | 15                                                | 7                                                 | 6                                                 | 5                                                 | 3                                                 | 1                                                 | 57                                                |